# Craterul Luizi
Luizi este un crater de impact meteoritic situat în Republica Democrată Congo.

## Date generale
Craterul este vizibil din imagini transmise prin satelit, și a fost recent confirmat ca fiind cauzat de un eveniment de impact. El are 17 km în diametru și are vârsta estimată la aproximativ 575 milioane ani.